# Antoine Mazairac
Antoine Mazairac (né le 24 mai 1901 à Roosendaal et mort le 11 septembre 1966 à Dortmund) est un coureur cycliste néerlandais. Il a notamment été champion du monde de vitesse individuelle amateurs en 1929 et médaillé d'argent de la vitesse individuelle aux Jeux olympiques de 1928. Il est mort à la suite d'une chute intervenue lors d'une course de vétérans.

## Palmarès

### Jeux olympiques
- Amsterdam 1928
  -  Médaillé d'argent de la vitesse individuelle

### Championnats du monde
- 1923
  -  Médaillé d'argent de la vitesse individuelle amateurs
- 1925
  -  Médaillé d'argent de la vitesse individuelle amateurs
- 1926
  -  Médaillé de bronze de la vitesse individuelle amateurs
- 1929
  -  Champion du monde de vitesse individuelle amateurs

### Championnats nationaux
- Champion des Pays-Bas de vitesse individuelle amateurs en 1921, 1925, 1927, 1929